# Ново-Село (община)
Община Ново-Село (мак. општина Ново Село) — община в Північній Македонії. Адміністративний центр — село Ново-Село. Розташована на південному сході  Македонії, Південно-Східний статистично-економічний регіон, з населенням 11 567 мешканців, які проживають на площі — 237,45 км².